# Municipio de Logan (condado de Butler)
El municipio de Logan (en inglés: Logan Township) es un municipio ubicado en el condado de Butler en el estado estadounidense de Kansas. En el año 2010 tenía una población de 122 habitantes y una densidad poblacional de 1,3 personas por km².

## Geografía
El municipio de Logan se encuentra ubicado en las coordenadas 37°36′25″N 96°47′22″O / 37.60694, -96.78944. Según la Oficina del Censo de los Estados Unidos, el municipio tiene una superficie total de 93.99 km², de la cual 93,9 km² corresponden a tierra firme y (0,09 %) 0,09 km² es agua.

## Demografía
Según el censo de 2010, había 122 personas residiendo en el municipio de Logan. La densidad de población era de 1,3 hab./km². De los 122 habitantes, el municipio de Logan estaba compuesto por el 94,26 % blancos, el 4,1 % eran amerindios, el 0,82 % eran de otras razas y el 0,82 % eran de una mezcla de razas. Del total de la población el 0,82 % eran hispanos o latinos de cualquier raza.